# Carassius gibelio
La carpa prusiana (Carassius gibelio) es una especie de peces de la familia de los Cyprinidae en el orden de los Cypriniformes.

## Morfología
Los machos pueden llegar alcanzar los 45 cm de longitud total y los 3 kg de peso.

## Subespecies
- Carassius gibelio auratus - ranchú

## Hábitat

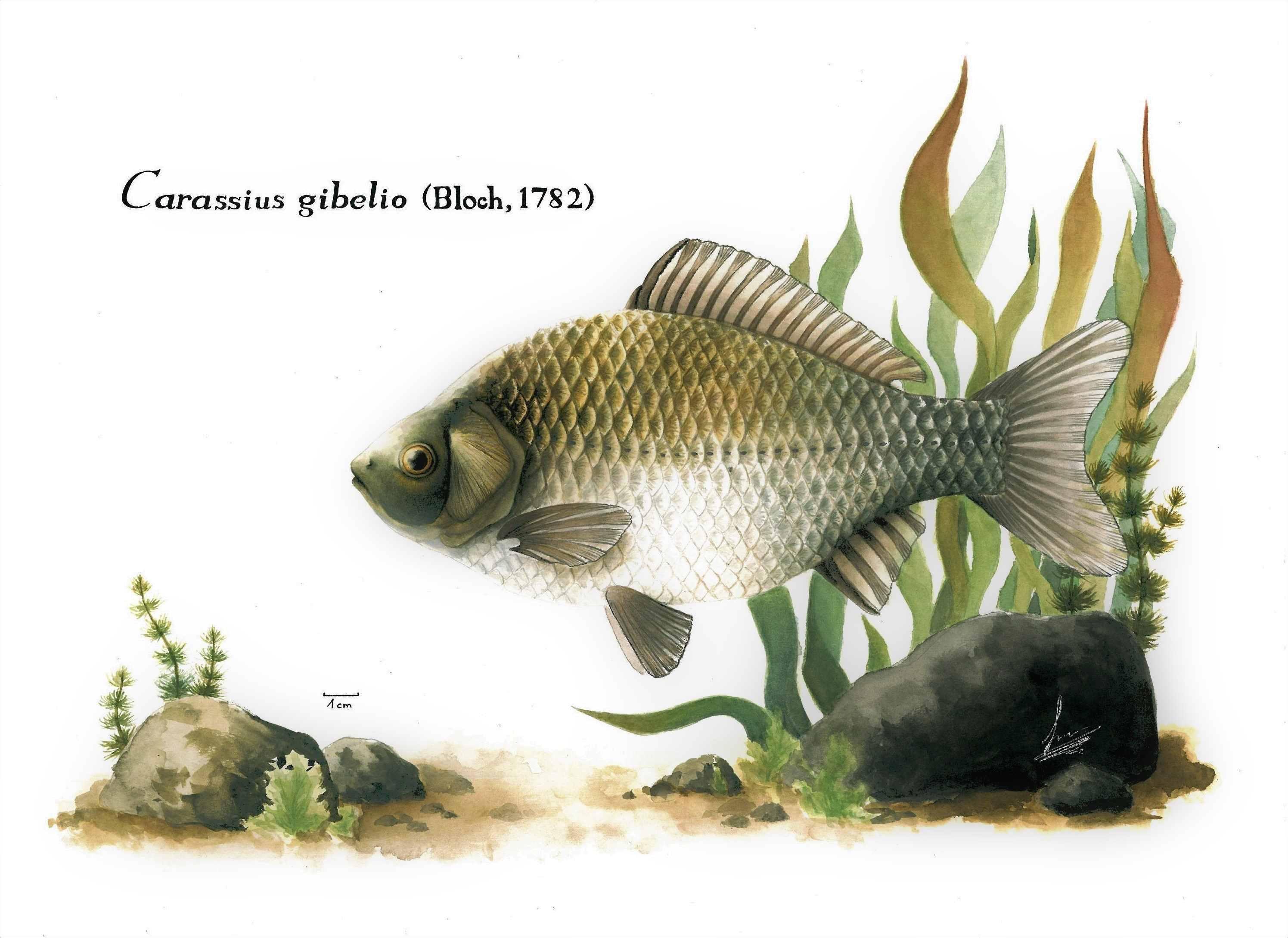
Carassius gibelio en su hábitat

Es un pez de agua dulce.

## Distribución geográfica
Es originario de Siberia y ha sido introducido en toda Europa.